# AODV
AODV는 Ad hoc On-demand Distance Vector의 약자로서, 애드 훅 네트워크에서 동적 소스 라우팅(DSR, Dynamic Source Routing) 프로토콜의 문제점 해결을 위해 제안된 프로토콜이다.

## 개요
이 라우팅 프로토콜은 애드혹 네트워크를 위한 아주 가벼운 라우팅 프로토콜로서, IETF의 RFC 3561에 정의되어 있다. 보다 적은 메모리를 사용하면서 라우팅이 가능하도록 하기 위해서 사용하는 라우팅 프로토콜이다. 특히 이 라우팅 프로토콜은 데이터 전달 시에만 사용되는 주문형 라우팅 프로토콜로 데이터를 전달하지 않는 경우에는 사용되지 않으므로 라우팅에 의한 부하가 적다.

## 라우팅 방식
애드혹 네트워크에 참여하는 무선 노드가 데이터를 전달하기 위해서 라우팅 경로를 요구하는 경우에 라우팅 경로를 찾기 위해서 사용된다. 따라서 기존에 데이터를 전달하기 위해서 사용했던 적이 있다면 라우팅 경로를 다시 찾을 필요가 없으므로 그냥 사용하면 되지만 그렇지 않은 경우에는 라우팅 경로를 찾기 위해서 소스노드가 RREQ라는 라우팅 경로를 찾기 위한 메시지를 네트워크에 플러딩한다. RREQ를 받은 노드들은 이웃 노드들에게 다시 RREQ를 플러딩 하고 목적지 노드가 RREQ 메시지를 수신하였을 경우 RREP 메시지를 RREQ 메시지를 보낸 소스 노드로 RREQ가 전송된 역방향의 루트를 통해 전송하고 이 RREP 메시지를 받은 소스노드는 RREP가 전달되어온 경로를 통해 데이터를 목적지 노드로 전달한다.

## 같이 보기
- 메시 네트워크
- 무선 메시 네트워크